# Stryi (huyện)
Stryi (tiếng Ukraina: Стрийський район, chuyển tự: Stryis'kyi raion) là một huyện của tỉnh Lviv thuộc Ukraina. Huyện Stryi có diện tích 802 km², dân số theo điều tra dân số ngày 5 tháng 12 năm 2001 là 63.322 người với mật độ 79 người/km². Trung tâm huyện nằm ở Stryi.